# Transactions of the Academy of Science of St. Louis
Transactions of the Academy of Science of St. Louis, (abreujat Trans. Acad. Sci. St. Louis), és una revista amb il·lustracions i descripcions botàniques que és editada a Saint Louis des de l'any 1860.